# Pieter van Lint
Pour les articles homonymes, voir Lint.
Pieter van Lint, né le 28 juin 1609 à Anvers, où il meurt le 25 septembre 1690, est un peintre flamand de l'époque baroque.

## Biographie
Après avoir étudié sous Roelant Jacobs puis sous Artus Wolffort (période durant laquelle il copie nombre d'œuvres d'autres peintres, en particulier Rubens, Maarten de Vos et les Francken), Pieter van Lint est reçu comme maître dans la gilde de Saint-Luc à Anvers en 1632. Il part ensuite pour l'Italie et Venise, où il étudie Paul Véronèse, puis s'installe à Rome en 1633 sous la protection du cardinal Domenico Ginnasi. Un de ses ouvrages les plus importants de cette période romaine est la série de fresques réalisées pour la chapelle de la famille Cybo dans l'église Sainte-Marie-du-Peuple (1635-1640) et représentant l'Histoire de la Sainte-Croix. En parallèle à ses commandes religieuses, il peint aussi de nombreuses scènes de genre dans le style des Bamboccianti. Il séjourne à Paris entre 1640 et 1641, où il aurait été en contact avec Nicolas Poussin, et retourne ensuite à Anvers. Au cours des années suivantes, il travaille pour de nombreuses églises et abbayes anversoises. Sa réputation grandit et atteint le Danemark, où le roi Christian IV lui commande quelques ouvrages pour son château de Kronborg.
Parmi ses disciples, on compte Godfried Maes (en), Caerel de las Cuevas et Jan-Baptista Ferrari. Il est le père du peintre paysagiste Hendrik Frans van Lint (en).

## L'œuvre
Pieter van Lint est un peintre de portraits, d'histoire, de scènes mythologiques, pastorales et de genre et est aussi dessinateur. 
Depuis son retour à Anvers au début des années 1640, ses œuvres s'inspirent de son séjour romain et plus particulièrement des toiles du Caravage. Par la suite, la plupart de ses œuvres sont d'inspiration religieuse. En effet, il exécute de nombreuses œuvres religieuses de petit format destinées à être vendues en Espagne et dans le colonies espagnoles, où il bénéficiait notamment de l'admiration de Murillo et Pacheco. Il exécute fréquemment des commandes pour des marchands d'art en vue tels que Matthijs Musson (en) et Guillam Forchondt l'Ancien (en). La qualité de ces œuvres est assez inégale : elles sont fréquemment réalisées par des ouvriers de son atelier pour répondre à la forte demande de la péninsule ibérique.
Il réalise aussi des portraits, ainsi que de nombreux « triomphes » à la manière des Carrache. Sa manière archaïsante, ses tableaux de dimensions moyennes, font référence aux maîtres italiens et flamands du XVIe siècle ; ils sont marqués de l'influence du classicisme italien d'Annibale Carraci et du Guerchin et présentent de lointaines analogies avec le style de Philippe de Champaigne.
Comme de nombreux artistes flamands de renom, Peter van Lint réalise des esquisses et des cartons qui servent de base à la création de tapis. En effet, cet art décoratif d'avant-plan jouissait d'un franc succès à l'exportation et pouvait rapporter gros. Van Lint crée ainsi plusieurs esquisses pour Jan van Leefdael (nl) et Gérard van der Streken de Bruxelles, où se trouvaient les principaux ateliers de la région. On attribue aussi à van Lint le sujet des tapisseries retraçant l'histoire de la Vierge Marie conservés au monastère Notre-Dame-de-la-Poterie à Bruges.
Plusieurs de ses œuvres ont été gravées par Pieter de Bailliu.

## Œuvres
En Allemagne

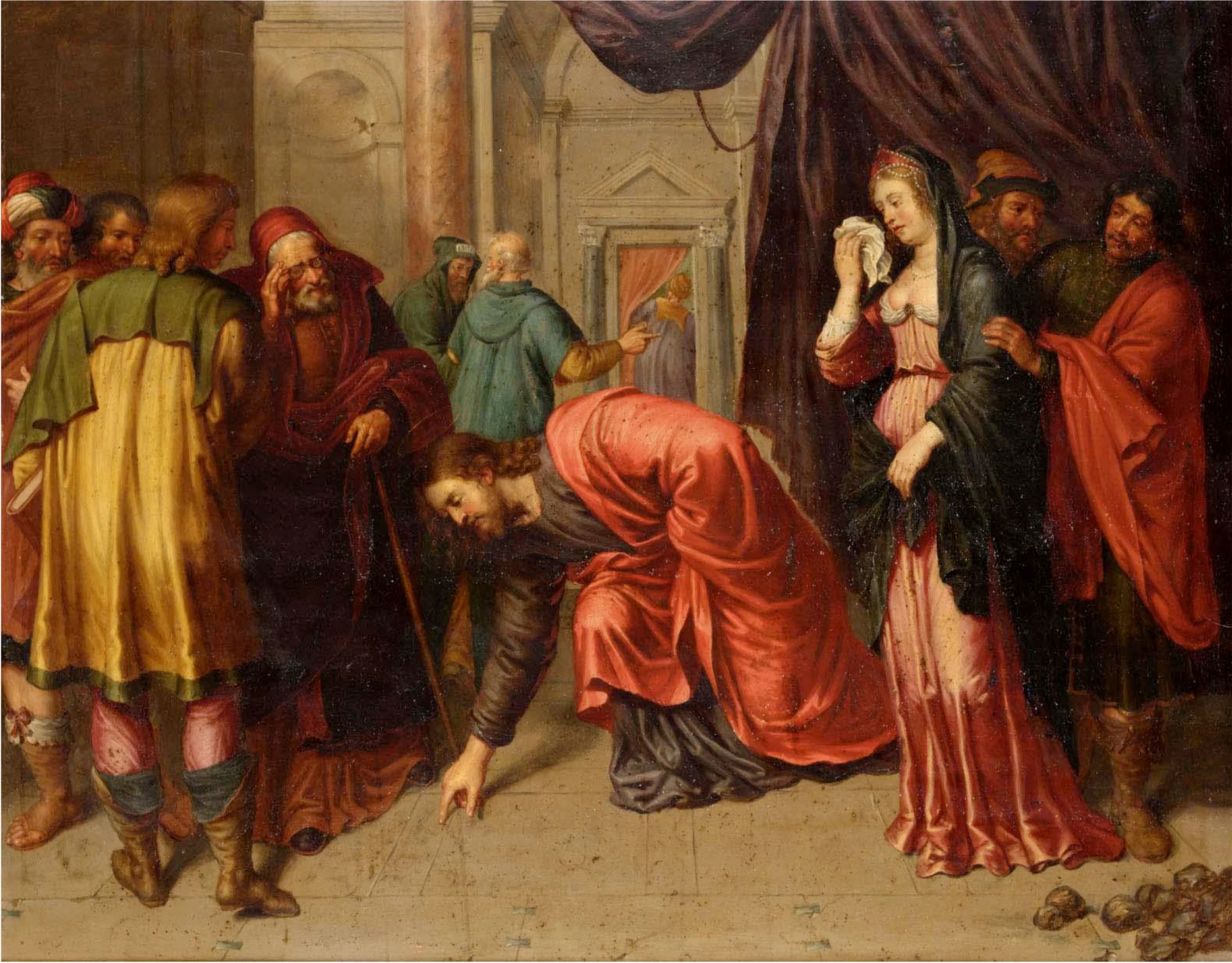
Jésus et la femme adultère.

- L'Adoration des bergers (esquisse), à la Gemäldegalerie, à Berlin[10]
- Le Transfert de l'Arche d'Alliance par le roi David chantant et dansant, au Museum Abtei Liesborn (de)[11]
- L'Entrée du Christ à Jérusalem, aux Bayerische Staatsgemäldesammlungen (de) de Munich[12]
- La Crucifixion du Christ, aux Bayerische Staatsgemäldesammlungen (de) de Munich[13]

En Autriche
- L'Adoration des bergers, dans la Salesianerinnenkirche (de) à Vienne[14]
- La Guérison du paralytique à la piscine de Bethesda, au Kunsthistorischen Museum de Vienne[15]

En Belgique
- L'Abreuvoir, au musée royal des beaux-arts, à Anvers[16]
- Un saint franciscain, au Koninklijk Museum voor Schone Kunsten, à Anvers[16]
- Sainte Catherine d'Alexandrie, au Koninklijk Museum voor Schone Kunsten, à Anvers[16]
- Saint Christophe au Koninklijk Museum voor Schone Kunsten, à Anvers[16]
- Le Miracle de saint Jean de Capistran, au Koninklijk Museum voor Schone Kunsten, à Anvers[16]
- Portrait d'un enfant, au Koninklijk Museum voor Schone Kunsten, à Anvers[16]
- Portrait de l'artiste, aux Musées royaux des Beaux-Arts de Belgique, à Bruxelles[17]
- Junon et Cérès refusant d'aider Vénus, aux Musées royaux des Beaux-Arts de Belgique, à Bruxelles[17]
- Jupiter embrasse Cupidon, aux Musées royaux des Beaux-Arts de Belgique, à Bruxelles[17]
- Saint Pierre et saint Paul se séparent, à la Sint-Jacobskerk, Anvers[18]
- Distribution de pain par les directeurs de l'hôpital Sint-Jans de Nieuport et de leurs conjoints, à la Onze-Lieve-Vrouwekerk (nl), Nieuwpoort[19]
- La Réconciliation de Jacob et Ésaü, à l'église Saint-Pierre (nl) de Turnhout[20]
- L'Adoration des mages, à l'église Saint-Amand de Bavikhove[21]
- Saint Jérôme, à l'abbaye Notre-Dame du Sacré-Cœur de Westmalle[22]
- Les Trois Vertus divines, à l'église Sainte-Waudru (nl) de Herentals[23]
- La Circoncision du Christ, à l'abbaye de Grimbergen[24]
- Tête d'un martyr, au Stadsmuseum de Lierre[25]
- Portement de croix, au musée de l'Art wallon à Liège[26]
- Buste de saint Pierre, à l'église Saint-Léger de Ghislage[27]
- Guérison du paralytique à l'abbaye de Maredsous[28]

En Espagne
- Jésus parmi les docteurs, au Musée du Prado, à Madrid[5].
- La Madeleine chez le Pharisien, au Musée du Prado, à Madrid[5]
- Triomphe de l'Amour, au Musée du Prado, à Madrid[5]
- Triomphe de Cybèle, au Musée du Prado, à Madrid[5]
- La Vierge des carmélites, au musée Lázaro Galdiano, à Madrid[29]
- Saint Jean Baptiste et sainte Barbe vénérant la Vierge, au musée des Beaux-Arts de Valence[30]
- Apparition de la Vierge du Pilar à saint Jacques et aux sept apôtres, au musée des Beaux-Arts de Bilbao[31]
- Scènes de la vie de la Vierge, à l'église San Ignacio de Morón de la Frontera[32]
- L'Adoration des bergers, au musée des Beaux-Arts de Séville[33]
- Le Songe de Jacob, au Palais San Telmo de Séville[34]
- La Réconciliation de Jacob et Ésaü, au Palais San Telmo de Séville[34]
- Joseph racontant ses rêves à son père et ses frères, au Palais San Telmo de Séville[34]
- Joseph accueillant son père et ses frères en Égypte, au Palais San Telmo de Séville[34]
- La Guérison du boiteux par saint Pierre, à la Casa Palacio Guardiola de Séville[34]
- Jacob bénissant ses fils, à la cathédrale de Séville[34]

En France
- La Reine de Saba offrant ses présents au roi Salomon, au Musée des beaux-arts, à Blois.
- Le Jugement de Salomon, au musée municipal d'Hazebrouck[35]
- La Mise au tombeau, au Musée de l'Assistance publique à Paris[36]
- Allégorie de la Paix et de l'Abondance, au Musée Saint-Loup à Troyes[37]

En Hongrie
- Silvio et Dorinde, au Szépművészeti Múzeum à Budapest[38]
- Le Jugement de Salomon, au Szépművészeti Múzeum à Budapest[39]
- Portrait d'un homme, au Szépművészeti Múzeum à Budapest[38]

Aux Pays-Bas
- La Sainte Famille, au Noordbrabants Museum (en), Bois-le-Duc[40]
- Sine cerere et liber friget Venus, au Noordbrabants Museum (en), Bois-le-Duc[41]

En Russie
- La Fille de Jephté, au musée de l'Ermitage à Saint-Pétersbourg[42]
- Les Pécheurs repentant devant la Vierge et l'Enfant, au musée de l'Ermitage à Saint-Pétersbourg[43]
- Scipion l'Africain, à Tsarskoïe Selo[44]

Ailleurs
- L'Adoration des bergers, au Statens Museum for Kunst, à Copenhague[45]
- La vraie croix guérit le malade (vers 1635-1640), dans l’église Sainte-Marie-du-Peuple, à Rome
- Vénus et Cupidon, au J. Paul Getty Museum, à Los Angeles[46]
- Achille découvert parmi les filles de Lycomède, au Musée d'Israël, Jérusalem[47]
- Le Couronnement du roi Hans à Stockholm en 1497, au château de Vittskövle[48]
- Sainte Marie-Madeleine, au Château royal de Varsovie[49]
- Jeune homme franchissant la Porte de la Vertu, au musée national de Varsovie[50].
- Allégorie de l'immortalité, au Musée national Brukenthal à Sibiu[51]
- Alexandre de retour du combat, au musée d'art de Bergen[52]
- Notre Sauveur bénissant les petits enfants, à Ugbrooke (en)[53]
- Notre Sauveur et saint Jean, à Weston Park[54]
- Jésus et la femme adultère, collection privée
- Le Triomphe de Jupiter et de Cupidon, collection privée